# Turnip Boy Commits Tax Evasion
Turnip Boy Commits Tax Evasion — компьютерная игра в жанре action-adventure. Релиз игры для macOS, Nintendo Switch, Microsoft Windows, Xbox One и Xbox Series X/S состоялся 22 апреля 2021 года.

## Описание
Игрок управляет антропоморфной репкой по имени Репчик со склонностью к уклонению от уплаты налогов и созданию проблем. После того, как мэр Лукас выселил Репчика из его причудливой оранжереи, протагонисту приходится выполнять приказы мэра, чтобы вернуть себе дом. Несмотря на то, что игра относится к жанру action-adventure, помимо сражений с животными в игре присутствуют головоломки с замками и ключами.
26 августа 2021 года Snoozy Kazoo и издатель Graffiti Games выпустили масштабное бесплатное обновление The Sunset Station. Дополнение представляет собой бесконечное подземелье, череду вагонов, наполненных новыми версиями врагов из основной игры. Обновление добавляет в Turnip Boy Commits Tax Evasion элементы roguelike: восстанавливать здоровье можно только подбирая сердца, с небольшим шансом выпадающие из врагов, а в случае смерти протагонист перенесётся в самое начало поезда.

## Критика
| Сводный рейтинг    | Сводный рейтинг         |
| Агрегатор          | Оценка                  |
| ------------------ | ----------------------- |
| Metacritic         | (PC) 72/100 (NS) 74/100 |
| Иноязычные издания |                         |
| Издание            | Оценка                  |
| GameSpot           | 7/10                    |

Согласно агрегатору обзоров Metacritic, игра получила «смешанные» отзывы для PC и Nintendo Switch.
GameSpot оценил игру на 7 из 10. Издание похвалило игру за «сделанную с любовью пародию на Zelda», «безжалостно глупый сценарий, изобилующий овощными каламбурами» и «удивительно проработанный дизайн головоломок подземелья», но раскритиковало её за «незначительные недочёты управления, делающие бой несколько неудобным» и «ряд неуместных шуток и намёков на поп-культуру». Обозреватель журнала PC Gamer Молли Тейлор посоветовала Turnip Boy Commits Tax Evasion тем, кто «ищет быструю, яркую игру, полную юмора». Обозреватель веб-сайта Rock Paper Shotgun Элис Белл порекомендовала игру и назвала её «самой смешной игрой, в которую она когда-либо играла».